# Centralny Zlot Młodzieży „Palmiry”
Centralny Zlot Młodzieży „Palmiry” – impreza organizowana corocznie od 1959 roku przez Polskie Towarzystwo Turystyczno-Krajoznawcze łącząca w sobie działania na rzecz upamiętnienia chwały oręża polskiego z krajoznawstwem. Zlot odbywa się w październiku, na tydzień przed Świętem Zmarłych i jest przeznaczony przede wszystkim dla dzieci i młodzieży z całej Polski.
Zlot odbywa się na trasach zróżnicowanych pod względem czasu ich pokonywania jak i stopnia trudności. Ma charakter gwiaździsty – trasy, pokrywające się przeważnie ze szlakami turystycznymi, wiodą z różnych stron regionu mazowieckiego i mają swoje zakończenie na Cmentarzu Palmiry w Puszczy Kampinoskiej.

## Historia Zlotu
Zalążkiem Centralnego Zlotu Młodzieży Palmiry była wycieczka piesza zorganizowana w 1959 roku przez działaczy warszawskiego oddziału Polskiego Towarzystwa Turystyczno – Krajoznawczego. W przeddzień Święta Zmarłych, grupa turystów i harcerzy z koła PTTK „Mazowsze” i Okręgu Mazowieckiego, postanowiła złożyć hołd pomordowanym na Palmirach ofiarom ludobójstwa. Wycieczka odbyła się z inicjatywy m.in. ks. Tadeusza Uszyńskiego – żoliborskiego katechety oraz działaczy PTTK ze stołecznego Żoliborza: Piotra Berłowskiego i Krystyny Serwaczak. W trakcie tej krótkiej, niespełna 10–kilometrowej wycieczki wiodącej z Izabelina przez Pociechę i Krzyż Jerzyków na Cmentarz w Palmirach, padł pomysł zorganizowania podobnej imprezy turystycznej w kolejnych latach. Ze skromnej wycieczki, nazwanej wówczas „petetekowskimi Zaduszkami”, impreza z biegiem lat przekształciła się w oddziałową, okręgową aż do ogólnopolskiej i centralnej. Na charakter Zlotu od pierwszych lat mieli wpływ przede wszystkim żoliborscy działacze PTTK m.in. wymienieni powyżej – Piotr Berłowski i Edward Pluczyński.  Nad treścią krajoznawczą czuwał Lechosław Herz – autor opisów tras i mapek zlotowych. W organizacji ówczesnego Zlotu pomagali także: podchorążowie z Wyższej Szkoły Oficerskiej z Zegrza prowadzący ceremoniał wojskowy w czasie apelu poległych w dniu zakończenia zlotu, organizacja kombatancka – Związek Bojowników o Wolność i Demokrację, warszawskie i podwarszawskie koła i kluby PTTK, socjalistyczne organizacje młodzieżowe – Związek Młodzieży Socjalistycznej, Ludowe Zespoły Sportowe, Związek Harcerstwa Polskiego oraz ówczesne władze rządowe właściwe do spraw turystyki.
W połowie lat sześćdziesiątych Centralny Zlot Młodzieży Palmiry nabrał charakteru ogólnopolskiego, a Okręg Mazowiecki sprawował nad nim pieczę do 1975 roku, do czasu jego rozwiązania. Wówczas organizacją „Palmir” zajął się Oddział PTTK Mazowsze. W 1978 roku, Komitet Organizacyjny przeniósł się na stałe do „Żoliborskiego” Oddziału PTTK.